# San Agustín del Pozo
San Agustín del Pozo è un comune spagnolo di 212 abitanti situato nella comunità autonoma di Castiglia e León.